# Christophe Deylaud
Christophe Deylaud (Tolosa, 2 ottobre 1964) è un ex rugbista a 15 e allenatore di rugby a 15 francese, tecnico del Blagnac.

## Biografia
Cresciuto a Portet-sur-Garonne, comune limitrofo a Tolosa, con tale club iniziò a giocare nel rugby agonistico, prima di passare, nel 1985, a una squadra di Blagnac, altro centro nei dintorni del capoluogo dell'Alta Garonna; nel biennio 1990-1992 ebbe esperienze di alto livello nel Tolone e, infine, nel 1992, tornò nella sua città natale, al Tolosa, club nel quale in sette anni vinse quattro titoli di Francia, due Coppe nazionali e un titolo di campione d’Europa.
Nel corso della finale di campionato del 1994/95, vinta dal Tolosa 31-16 sul Castres, Deylaud marcò 26 punti, frutto di una trasformazione, 7 piazzati e un drop: a tutt'oggi è il record individuale francese per gare di finale.
Esordì in Nazionale francese nel corso della Coppa FIRA 1990-92 contro la Romania a Le Havre, e prese parte nel 1995 al Cinque Nazioni e, successivamente, alla Coppa del Mondo in Sudafrica.
Trasferitosi all'Agen nel 1999, dal 2002 ne divenne allenatore, curandone la preparazione della tre quarti fino al 2006; dal 2008 è tornato a ricoprire analogo ruolo, sempre nello stesso club fino al 2012.

## Palmarès
- Campionati francesi: 4
Tolosa: 1993-94; 1994-95; 1995-96; 1996-97
- Coppe di Francia: 1
Tolosa: 1992-93; 1994-95
- Heineken Cup: 1
Tolosa: 1995-96